# Aligoté

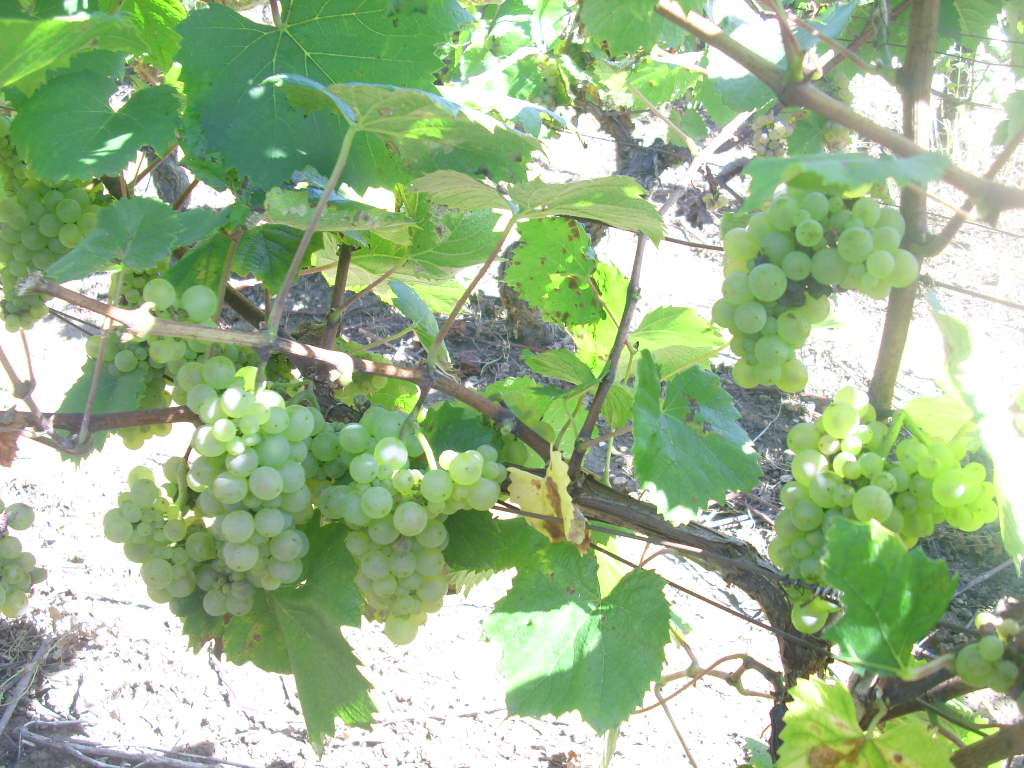
Aligoté-druif

Aligoté is een wit druivenras dat voortkomt uit een kruising van de Pinot Blanc en de Gouais Blanc.

## Geschiedenis
Deze variëteit werd waarschijnlijk in 1780 voor het eerst genoemd door Dupré de Saint-Maur en wel onder de naam Plant de Trois, een oud synoniem die refereert aan het feit dat de takken gewoonlijk drie trossen druiven dragen. Een document uit 1807 van de Côte d'Or suggereerde om deze druif niet te planten, maar omhoog te leiden. De huidige naam komt vermoedelijk van de naam Gôt, een oud synoniem van de Gouais Blanc. De druif komt oorspronkelijk uit de Bourgogne in Noordoost-Frankrijk.

## Gebieden
Behalve in Frankrijk (2.000 hectare) komt deze druif veel voor in Oekraïne (ruim 9.500 ha), Roemenië (7.000 ha), Moldavië ( bijna 16.000 ha). Buiten Europa komt deze variëteit praktisch niet voor.

## Kenmerken
Aligoté heeft een redelijk hoge opbrengst. De betere kwaliteit, Aligoté Bouzeron, kent een maximum van 45 hectoliter per hectare, terwijl de wat mindere kwaliteit Bourgogne Aligoté een opbrengst kent die groter is, namelijk 60 tot 65 hectoliter per ha. Het wordt makkelijk aangetast door echte meeldauw. De Aligoté loopt vroeg uit en is een druif die dus ook vroeg geoogst kan worden. Het nadeel van het eerste is dat de kans op nachtvorst groot is. Het voordeel van het tweede is dat de oogst over een langere periode gespreid kan worden.
De wijnen smaken fris met een redelijk hoge zuurgraad. Wijnen van deze druif worden ook gebruikt om te mengen met crème de cassis, waarvan het resultaat kir heet, of om het te mengen met likeur. De prijs van deze wijn is vergelijkenderwijs gunstig, hetgeen betekent onder de 10 euro.

## Synoniemen[1]
- Aligotay
- Aligote Bijeli
- Alligotay
- Alligote
- Blanc de Troyes
- Carcairone Blanc
- Carcarone
- Carchierone
- Chaudenet
- Chaudenet Gras
- Giboudot Blanc
- Griset Blanc
- Karkarone Blank
- Melon de Jura
- Muhranuli
- Mukhranudi
- Mukhranuli
- Pistone
- Plan Gri
- Plant a Trois
- Plant de Trois
- Plant de Trois Raisins
- Plant Gris
- Plants Gris
- Purion Blanc
- Selon Molon
- Selon Odart
- Troyen Blanc
- Vert Blanc